# لوسون (صباغ)
لوسون (بالإنجليزية: Lawson)‏: واسمه الكيميائي (2-hydroxy-1,4-naphthoquinone) كما يعرف بحمض الحناء. يحصل عليه من أوراق نبات الحناء(Lawsonia inermis)، ونبات المجزاعة (Impatiens balsamica)ا. وقد استخدم الإنسان مستخلص الحناء الذي يحتوي على لوسون كخضاب للشعر والجلد لأكثر من 5000 عام. وهو ذو لون أحمر برتقالي. يمكن لصباغ لوسون أن يتفاعل وفق تفاعل ميخائيل (Michael addition) مع بروتين الكيراتين في الجلد والشعر، مما يعطي صبغاً دائماً قوياً، يدوم حتى سقوط الشعر أو الجلد. يمتص صباغ لوسون الأشعة فوق البنفسجية، ومحاليله المائية يمكن أن تكون حاجبة فعالة لأشعة الشمس. وهو مناسب لصباغة الصوف والحرير والشعر. تحتوي الأوراق الجافة على 1% حناء تقريباً. يشبه صباغ لوسون كيميائياً لصباغ جغلون الموجود في شجر الجوز.

## ثبت المراجع
1. ↑  PubChem (بالإنجليزية), QID:Q278487
2. ↑  ChEBI release 2020-09-01، 1 سبتمبر 2020، QID:Q98915402
3. ↑  Merck Index, 12th Edition, 5406.
4. ↑  MSDS at Physical & Theoretical Chemistry Laboratory, جامعة أوكسفورد [وصلة مكسورة] نسخة محفوظة 17 ديسمبر 2005 على موقع واي باك مشين.
5. ↑  Dweek، A. C. (2002). "Natural ingredients for colouring and styling". Int. J. Cosmetic Sci. ج. 24: 287–302. DOI:10.1046/j.1467-2494.2002.00148.x.